# Theuville (Val-d’Oise)
Theuville egy község Franciaországban. Lakosainak száma 53 fő (2022. január 1.).

## Földrajza
Theuville Arronville, Grisy-les-Plâtres, Bréançon, Épiais-Rhus, Haravilliers, Menouville és Vallangoujard községekkel határos.